# قالی افشار

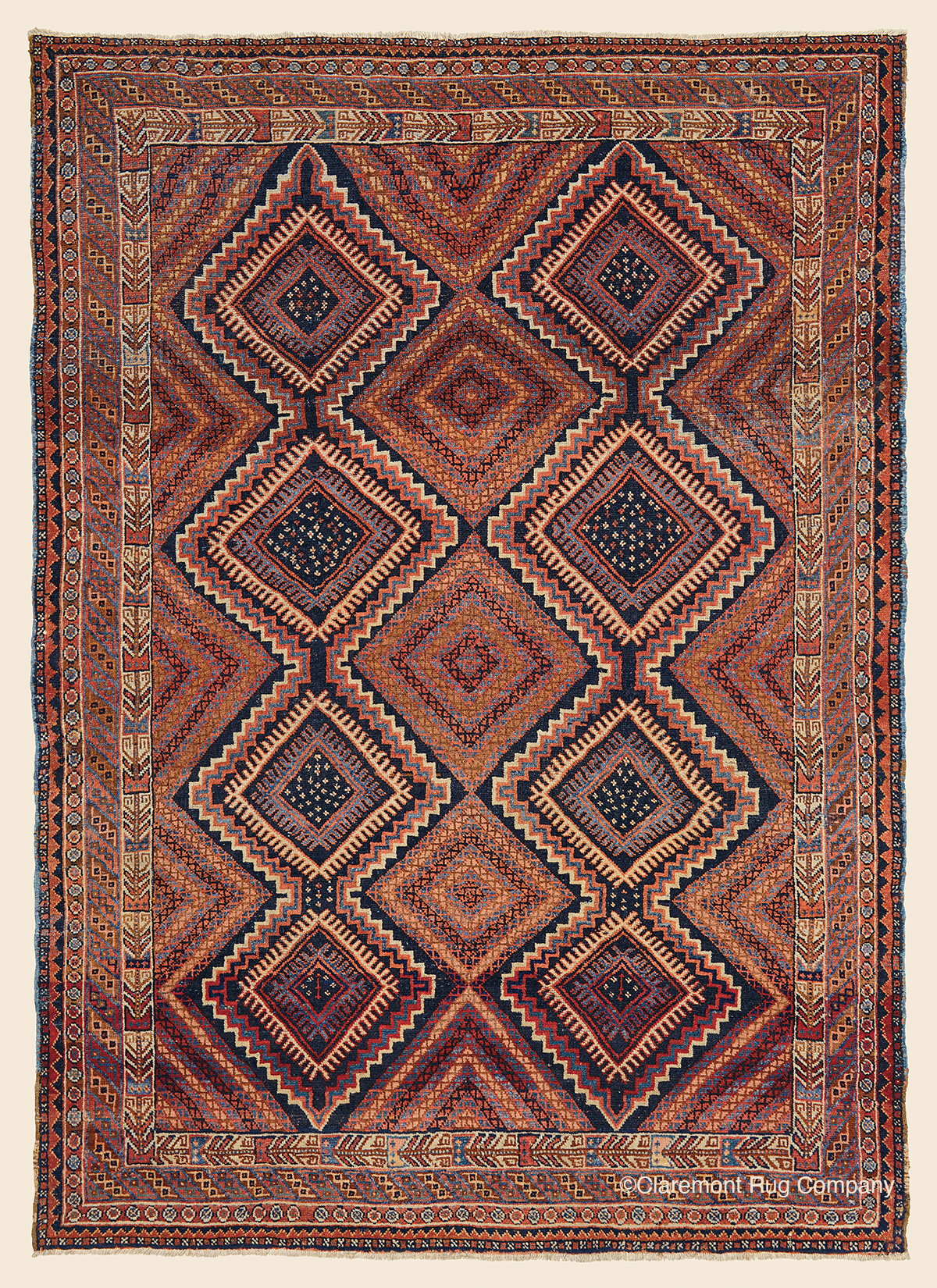
قالی افشار

قالی افشار یا فرش آهنین گونه‌ای قالی ایرانی است که در استان کرمان یافت و تولید می‌شود.